# バートパーラ
バートパーラ（ベンガル語：ভাটপাড়া、Bhatpara）は、インドの西ベンガル州の都市であり、北24パルガナー県の下位行政区（基礎自治体）である。フグリー川の河岸に位置する。